# Aharon Lichtenstein
Aharon Lichtenstein (París, 1933 - Alon Shvut, 2015) fue un líder religioso, referente del judaísmo ortodoxo moderno. Fue Rosh yeshivá y Posek.

## Biografía
Aharon Lichtenstein nació en París, Francia, hijo del rabino Yechiel Lichtenstein y Bluma néé Schwartz, pero se crio en Estados Unidos.
Luego de dar clases de literatura inglesa por un tiempo y ser Rosh Yeshivá y Rosh Kolel en la Universidad Yeshiva por varios años, en 1971 hizo Aliá y, junto al rabino Yehuda Amital, tomó el liderazgo de la Yeshivá de Har Etzion en Alon Shvut y el cargo de Rosh Kolel del Gruss Institute en Jerusalén.
Recibió el Premio Israel en 2014 por sus aportes a la literatura hebrea.

### Estudios
En Estados Unidos, estudió en la Yeshivá Rabino Jaim Berlín, en donde recibió la influencia del rabino Yitzjak Hutner. Luego estudió en la Universidad Yeshiva, en donde recibió su bachiller universitario en letras y ordenación rabínica de manos del rabino Joseph B. Soloveitchik. Después estudió en la Universidad de Harvard, en donde recibió el título de Doctor en Filosofía en literatura inglesa.

### Ideología
Lichtenstein fue un referente del ala moderada del sionismo religioso y del judaísmo ortodoxo moderno.